# Ford of Britain
Ford Motor Company Limited ou Ford of Britain foi o braço da Ford Motor Company para o Reino Unido, e, durante algum tempo, para a Irlanda. Em 1967 foi substituída pela Ford Europe como parte desse novo grupo.